# شقة مفروشة (فلم)
شقة مفروشة هو فيلم مصري عرض عام 1970، بطولة أحمد مظهر وماجدة الخطيب، ومن إخراج حسن الإمام.

## قصة الفيلم
تنتقل زينب من المنصورة إلى القاهرة، حيث تعمل مدرسة موسيقى وتجد أن أهم مشكلة تؤرق حياتها هي عملية البحث عن شقة، فلا تجد شقة خالية فتبحث عن شقة مفروشة، وأخيرا تنجح في أن تجدها عند الراقصة نجف التي تؤجرها لها وهي تخفى عنها أن هناك ساكنا نهاريا لها يعمل مذيعا. بينما هي تنام فيها ليلا. حيث يعمل المذيع وردية الليل فقط. إلى أن يكتشف المذيع عند عودته سكن زينب في شقته لتبدأ رحلة متاعب بينهما، فنجف تضع المخدر لزينب، حتى تغيب عن الوعي. ولا تتواجد في الشقة أثناء وجود حسين، يحضر العمدة والد حسين، ومعه ابنة أخيه، عروس حسين، وتتقابل مع زينب وتشعران بالحرج داخل الشقة، لا تستمر المتاعب طويلا فبعد المشاحنات والمفارقات تأتي النهاية السعيدة حيث يقع كل منهما في حب الآخر ويتزوجان.

## طاقم التمثيل
- أحمد مظهر: (حسين)
- ماجدة الخطيب: (زينب)
- سهير الباروني: (سكينة)
- محمد رضا: (عبد الفضيل)
- مديحة كامل: (نوسة)
- عقيلة راتب: (نجف)
- سعيد صالح: (عبد الواحد الزنفلي - زوج نجف)
- حسين إسماعيل: (مدبولي - المكوجي)
- أحمد غانم: (محروس - سائق التاكسي)
- محمد شوقي: (عم حسين)
- نبيلة السيد: (نظنظ)
- أحمد نبيل
- أنجيل آرام: (حسنية - ابنة عم حسين)
- زيزي مصطفى: (الراقصة)
- سناء الباروني: (غناء)

## فريق العمل
- إخراج: حسن الإمام
- قصة: أبو السعود الإبياري
- سيناريو وحوار: سعد الدين وهبة
- مدير التصوير: مصطفى حسن
- مونتاج: رشيدة عبد السلام
- موسيقى تصويرية: فؤاد الظاهري
- إنتاج: أفلام حسن الإمام الجديدة
- توزيع: المؤسسة المصرية العامة للسينما